# Orient (Ohio)
Orient és una població dels Estats Units a l'estat d'Ohio. Segons el cens del 2000 tenia 269 habitants.

## Demografia
Segons el cens del 2000, Orient tenia 269 habitants, 95 habitatges, i 72 famílies. La densitat de població era de 865,5 habitants per km².
Dels 95 habitatges en un 44,2% hi vivien nens de menys de 18 anys, en un 54,7% hi vivien parelles casades, en un 13,7% dones solteres, i en un 23,2% no eren unitats familiars. En el 18,9% dels habitatges hi vivien persones soles el 8,4% de les quals corresponia a persones de 65 anys o més que vivien soles. El nombre mitjà de persones vivint en cada habitatge era de 2,83 i el nombre mitjà de persones que vivien en cada família era de 3,19.
Per edats la població es repartia de la següent manera: un 31,6% tenia menys de 18 anys, un 9,7% entre 18 i 24, un 30,1% entre 25 i 44, un 19,7% de 45 a 60 i un 8,9% 65 anys o més.
L'edat mediana era de 31 anys. Per cada 100 dones de 18 o més anys hi havia 91,7 homes.
La renda mediana per habitatge era de 33.333 $ i la renda mediana per família de 38.750 $. Els homes tenien una renda mediana de 31.250 $ mentre que les dones 22.344 $. La renda per capita de la població era de 15.515 $. Aproximadament el 14,6% de les famílies i l'11,5% de la població estaven per davall del llindar de pobresa.

## Poblacions més properes
El següent diagrama mostra les poblacions més properes.